# Jennifer A. Clack
Jennifer Alice Clack, geboren als Jennifer Alice Agnew (3 november 1947 - 26 maart 2020), was een Engelse paleontologe en evolutiebiologe. Ze specialiseerde zich in de vroege evolutie van tetrapoden, met name het bestuderen van de overgang van vis naar tetrapode: de oorsprong, evolutionaire ontwikkeling en radiatie van vroege tetrapoden en hun verwanten onder de lobvinnige vissen. Ze is vooral bekend van haar boek Gaining Ground: the Origin and Early Evolution of Tetrapods, gepubliceerd in 2002 (tweede editie, 2012), een technisch werk dat toch zeer toegankelijk is voor de geïnteresseerde leek.
Clack was conservator bij het Museum of Zoology en professor in de paleontologie van de gewervelde dieren aan de University of Cambridge, waar ze haar carrière wijdde aan het bestuderen van de vroege ontwikkeling van tetrapoden, de vierbenige dieren die zijn geëvolueerd uit kwabvinvissen uit het Devoon en de zoetwatermoerassen van het Carboon koloniseerden.

## Het vroege leven en onderwijs
Clack werd geboren op 3 november 1947 als enig kind van Ernest en Alice Agnew. Ze groeide op in Manchester, Verenigd Koninkrijk. Ze werd opgeleid aan de Bolton School (Girls' Division), een onafhankelijke school in Bolton, Lancashire. Ze behaalde een Bachelor of Science in zoölogie aan de University of Newcastle upon Tyne in 1970. In 1978 accepteerde ze een uitnodiging van Alec Panchen om aan dezelfde universiteit te promoveren, op aanmoediging van haar toenmalige nieuwe vriend Rob Clack. Ze trouwden in 1980. Haar doctoraat werd in 1984 afgerond. Ze behaalde ook een Graduate Certificate in Museum Studies van de University of Leicester en een Master of Arts van de University of Cambridge. Op 9 december 2000 ontving ze een doctoraat in de wetenschappen (Doctor of Science) van de University of Cambridge.

## Academische carrière
In 1981 trad Clack in dienst bij het University Museum of Zoology, University of Cambridge, als assistent-conservator. Ze werd gepromoveerd tot senior assistent-conservator in 1995. Sinds 2005 was ze conservator vertebratenpaleontologie in het museum. In 2006 kreeg ze een persoonlijke leerstoel van de University of Cambridge en kreeg ze de titel Professor of Vertebrate Paleontology. Ze ging in 2015 met pensioen en werd emeritus hoogleraar Vertebrate Paleontology bij het museum. In 1997 werd Clack verkozen tot Fellow van het Darwin College, Cambridge sinds 1 oktober 2015 was ze een Emeritus Fellow. Van 2000 tot 2005 was ze Reader in Vertebrate Paleontology aan de University of Cambridge. Op 1 oktober 2006 kreeg Clack een persoonlijke leerstoel van Cambridge, met de titel Professor of Vertebrate Paleontology.
Clack is vooral bekend om haar uitgebreide oeuvre over vroege tetrapoden, dat grotendeels herdefinieerde hoe paleontologen de evolutie van ledematen en andere kenmerken in verband met de overgang naar tetrapoden van andere lobvinnige vissen opvatten. Ze begon haar carrière voornamelijk met het oor van vroege tetrapoden en breidde dit later uit tot de osteologie en evolutie van tetrapoden in het algemeen. Samen met Michael Coates (University of Chicago) definieerde Clack wat bekend staat als Romer's Gap, een groot gat in het fossielenbestand van vroege tetrapoden en een gat dat ze vervolgens begon te vullen in samenwerking met andere paleontologen. Clack ondernam ook uitgebreide veldexpedities om te zoeken naar verdere overblijfselen van vroege tetrapoden. In 1987, tijdens een expeditie naar Oost-Groenland, ontdekten Clack en haar team overblijfselen van de tetrapoden Acanthostega en Ichthyostega uit het Devoon, op basis van veldnotities van onderzoekers die in 1970 materiaal van Acanthostega hadden verzameld. Aanvullende onderzoeken in 1998 leidden tot de verzameling van substantieel nieuw materiaal, waaronder dat van Ymeria. Meest recentelijk leidde ze een groot consortiumproject (TWeed) dat enkele belangwekkende nieuwe fossielen uit Northumberland en de grensregio van Schotland onderzocht die dateren uit het Tournaisien van het Vroeg-Carboon; dit project heeft talrijke publicaties opgeleverd die het begrip van de vroege evolutie van de tetrapoden vergroten.
In de loop van haar lange carrière publiceerde Clack in enkele van de meest gerenommeerde wetenschappelijke tijdschriften, waaronder Nature, Science en Proceedings of the National Academy of Sciences en is een van de meest gepubliceerde paleontologen van gewervelde dieren in Nature, misschien wel het meest toonaangevende wetenschappelijke tijdschrift ter wereld, met alleen al meer dan vijftien artikelen alleen al in dat tijdschrift. Naast haar boek Gaining Ground was Clack in 2015 ook co-auteur van een deel van de Handbuch der Paläoherpetologie-serie over vroege tetrapoden met Andrew Milner en co-redacteur van een boekdeel over de evolutie van het gehoor in 2016.
Clack is waarschijnlijk het best bekend omdat ze ontdekte dat de vroegste tetrapoden meer dan vijf tenen per voet hadden: de tetrapoden uit het Laat-Devoon van Oost-Groenland, Ichthyostega had er zeven, terwijl Acanthostega er acht had (vergeleken met de zes tenen van de Russische tetrapode Tulerpeton uit het Devoon). Dit suggereert dat pentadactylie geen voorouderlijke eigenschap was voor tetrapoden.
Clack begeleidde veel doctorandi die een succesvolle loopbaan in paleontologie en evolutionaire biologie nastreefden, waaronder Per Ahlberg (Universiteit van Uppsala), Paul Upchurch (University College London), Michael Lee (Flinders University) en Matthew Friedman (University of Michigan). In april 2012 was ze te zien in een aflevering van de BBC-televisieserie Beautiful Minds, een reeks documentaires over wetenschappers die belangrijke ontdekkingen hebben gedaan. Clack werd geëerd door haar collegae met een liber amicorum gepubliceerd in 2019.

## Onderscheidingen
- In 2008 ontving Clack de Daniel Giraud Elliot-medaille uit de Verenigde Staten van de National Academy of Sciences, de eerste vrouw die deze eer te beurt viel.
- In 2009 werd Clack verkozen tot Fellow van de Royal Society, de eerste vrouwelijke paleontoloog van gewervelde dieren die deze eer te beurt viel. Ze is ook verkozen tot buitenlands erelid van de American Academy of Arts and Sciences.
- Op 15 juni 2013 werd Clack bekroond met een eredoctoraat in de wetenschappen (Doctor of Science) van de University of Chicago. De universiteit beschreef haar als een internationaal vooraanstaande paleontoloog wier onderzoek het begrip van de oorsprong van het terrestrische gewervelde leven ingrijpend heeft veranderd. Ook in 2013 ontving ze de T. Neville George-medaille van de Geological Society of Glasgow.
- Op 17 juli 2014 ontving ze een eredoctoraat in de wetenschappen door de University of Leicester. Ook in 2014 werd ze benoemd tot ere-buitenlands lid van de Koninklijke Zweedse Academie van Wetenschappen.
- In 2018 won ze de meest prestigieuze prijs van de Paleontologische Vereniging, de Lapworth-medaille.

## Overlijden
Clack overleed op 26 maart 2020 op 72-jarige leeftijd, na een strijd van vijf jaar tegen endometriale kanker.
- Bibsys: 2119272
- Bibliothèque nationale de France: cb15071099f (data)
- CiNii: DA12427250
- Gemeinsame Normdatei: 1025075242
- International Standard Name Identifier: 0000 0001 1445 9451
- Library of Congress Control Number: n2001011996
- Bibliotheek van het Japanse parlement: 00798555
- Nationale Bibliotheek van Tsjechië: xx0222460
- Nationale Bibliotheek van Israël: 987007442934605171
- Nederlandse Thesaurus van Auteursnamen: 245588531
- ORCID: 0000-0003-0017-5831
- Système universitaire de documentation: 079870813
- Virtual International Authority File: 61838205
- WorldCat: E39PBJpdVwh3cCmHqycHCCxJjC